# Hermann Lingg
Hermann Lingg, (devenu en 1890 Hermann Ritter von Lingg), né le 22 janvier 1820 à Lindau et mort le 18 juin 1905 à Munich, est un poète bavarois. 
Hermann Lingg était un poète épique, il se consacra notamment à la rédaction de ballades, mais aussi écrit des pièces de théâtre et des histoires courtes. 
Hermann Lingg étudia la médecine à l'université de Munich, puis à Fribourg-en-Brisgau, Berlin et Prague. Il devint aspirant médecin militaire dans l'armée en Bavière. Son bataillon a été utilisé pour la répression des soulèvements révolutionnaires de Bade. Quand il eut à agir contre ses convictions, il tomba dans une grave dépression et fut admis dans un hôpital psychiatrique en 1851. Il se retira de l'armée.
Le monarque Maximilien II de Bavière l'aida financièrement à poursuivre des études d'histoire et de poésies. En 1854, il se maria. Des amis l'entourèrent dans sa vie, tels que Max Joseph von Pettenkofer, Justus von Liebig. Il rencontra l'écrivain Emanuel Geibel qui lui fit connaître le cercle des poètes munichois : Die Krokodile. Il composa de nombreux poèmes, notamment celui appelé « Das Krokodil von Singapur ».
| Das Krokodil von Singapur Im heil'gen Teich zu Singapur Da liegt ein altes Krokodil Von äußerst grämlicher Natur Und kaut an einem Lotusstil. Es ist ganz alt und völlig blind, Und wenn es einmal friert des Nachts, So weint es wie ein kleines Kind, Doch wenn ein schöner Tag ist, lacht's. | Le Crocodile de Singapour Dans l'étang sacré de Singapour Vit un vieux crocodile De caractère extrêmement morose Et mâche une tige de lotus. Il est très vieux et complètement aveugle, Et quand la nuit est glaciale, Il pleure comme un petit enfant, Mais quand la journée est belle, il rit. |

En 1890, il devint citoyen d'honneur des villes de Lindau et Munich.